# Eliane Potiguara
Eliane Lima dos Santos ( Río de Janeiro, 29 de septiembre de 1950 ), conocida como Eliane Potiguara, es una profesora, escritora, activista y empresaria indígena brasileña. Fundadora de la Red de Mujeres Indígenas Grumin. Fue una de las 52 mujeres brasileñas nominadas para el proyecto internacional "Mil Mujeres para el Premio Nobel de la Paz".

## Biografía
Eliane Lima dos Santos es licenciada en Letras y Educación, se graduó en Letras (Portugués y Literatura) y Educación por la Universidad Federal de Rio de Janeiro (UFRJ) y tiene una Especialización en Educación Ambiental por la Universidad Federal de Ouro Preto. Eliane Potiguara recibió en diciembre de 2021 el título de doctora "honoris causa", del Consejo Universitario (Consuni), máximo órgano de la UFRJ.
Participó en varios seminarios sobre derechos indígenas en las Naciones Unidas, en organizaciones gubernamentales y no gubernamentales.
Estuvo casada con el cantante y compositor Taiguara de 1978 a 1985, padre de sus hijos.
Ha sido la primera escritora indígena en Brasil.

## Trayectoria
Eliane Potiguara fue nombrada una de las "Diez Mujeres del Año 1988" por el Consejo de Mujeres de Brasil, por haber creado la primera organización de mujeres indígenas en Brasil: GRUMIN (Grupo Mulher-Educação Indígena),  por haber trabajado por la educación e integración de la mujer indígena en el proceso social, político y económico del país y por haber trabajado en la redacción de la Constitución brasileña de 1988. GRUMIN fue el grupo pionero del movimiento de mujeres indígenas en Brasil.
Con una beca que obtuvo de ASHOKA en 1989 (Emprendedores Sociales) más su salario como docente y el apoyo de Herbert de Souza, Betinho, /Instituto Brasileiro de Análises Sociais e Econômicas (Ibase) y recursos del Programa de Combate al Racismo, (el mismo que apoyó a Nelson Mandela ), le permitió poder continuar con su lucha, además de apoyar y cuidar a sus tres hijos (Moína Lima, Tajira Kilima y Samora Potiguara).
En 1990, fue la primera mujer indígena en presentar una petición ante las Naciones Unidas al 47º Congreso de Indígenas de América del Norte en Nuevo México,  donde más de 1500 nativos americanos se dieron cita en este Congreso. De esta forma, participó durante años en la elaboración del “Comité Intertribal 500 Años Declaración Universal de los Derechos Indígenas”, en la ONU, en Ginebra. Por este trabajo, recibió en 1996 el título de "Ciudadanía Internacional", otorgado por la organización filosófica iraní Baha'i, que milita para la implementación de la Paz Mundial.
Es defensora de los Derechos Humanos, habiendo creado el primer periódico indígena, boletines de sensibilización y una cartilla de alfabetización indígena dentro del método Paulo Freire con el apoyo de la Unesco. En Nova Iguaçu, Rio de Janeiro, en 1991, organizó un encuentro con la participación de más de 200 mujeres indígenas de varias regiones, con la cantante Baby Consuelo y varios líderes indígenas internacionales como invitados especiales. Organizó varios cursos relacionados con la Salud y Derechos Reproductivos de las Mujeres Indígenas y fue consultora de otras reuniones sobre el tema.
En 1992 fue co-fundadora/pensadora del Comité Intertribal 500 Años ("kari-oka"), con motivo de la Conferencia Mundial de Medio Ambiente de la ONU, junto con Marcos Terena, Idjarruri Karajá, Megaron y Raoni y muchos otros líderes indígenas del país, además de haber participado en decenas de asambleas indígenas en todo Brasil.

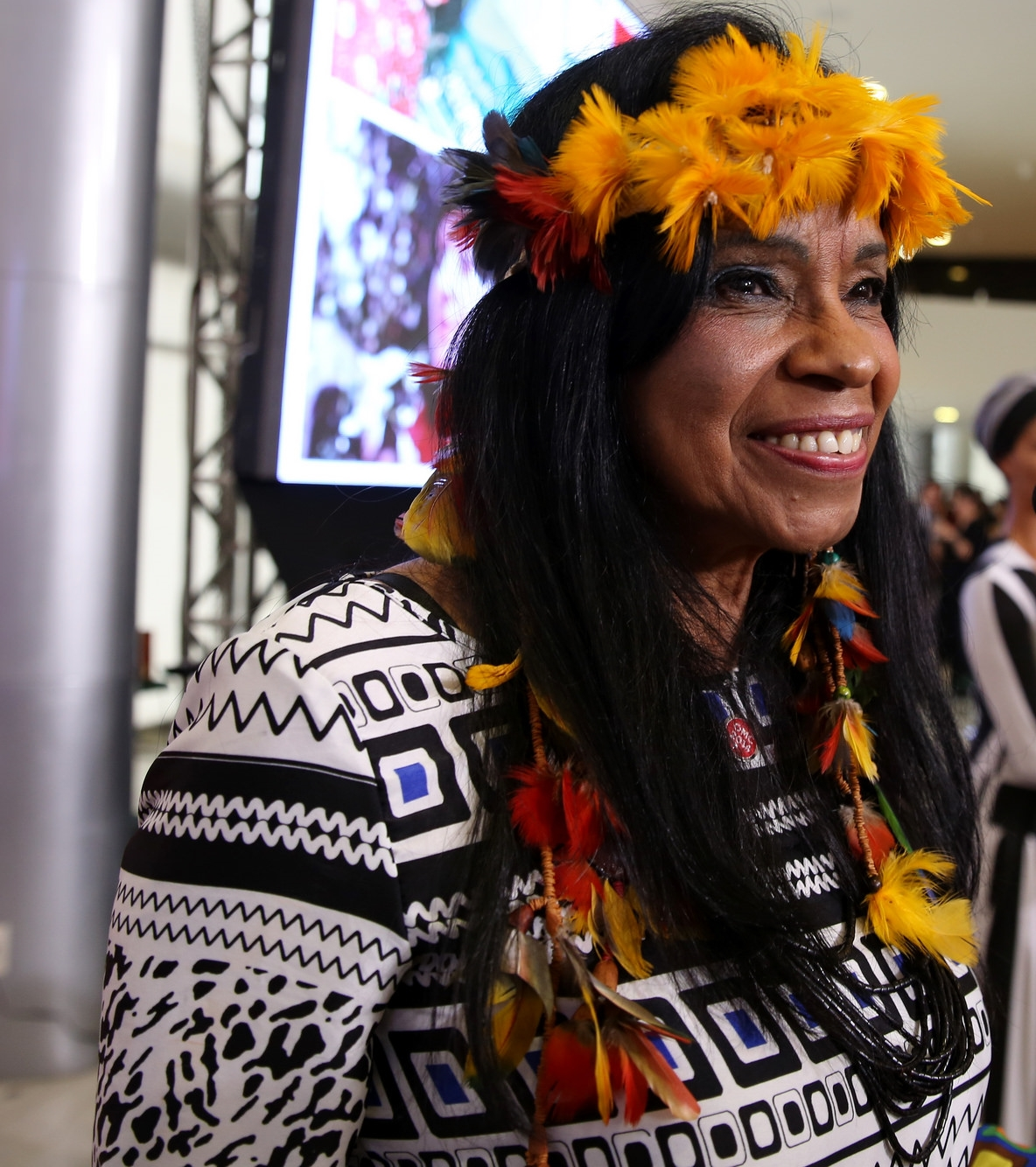
Potiguará en 2014

Discutió el tema de los derechos indígenas en diversos foros nacionales e internacionales, gubernamentales y no gubernamentales, proponiendo diversos lineamientos y estrategias de orden político-económico, entre ellos el foro sobre el Plan Piloto de la Amazonía, en Luxemburgo, en 1999.
A fines de 1992, por su espíritu de lucha, reflejado en su obra La tierra es la madre del indio, fue premiada por el Pen Club de Inglaterra, al mismo tiempo que Caco Barcelos ("Ruta 66 ") y estaba siendo mencionada en la lista de "Marcados para Morrer", anunciada en el Jornal Nacional de Rede Globo de Televisão, en la televisión nacional, por haber denunciado esquemas dudosos y violación de los derechos humanos e indígenas.
En 1995, en China, en el Tribunal de las Historias No Contadas y los Derechos Humanos de las Mujeres/Conferencia de la ONU, narró la historia de su familia que emigró de tierras paraibanas en la década de 1920 debido a la acción violenta de los neocolonizadores y la destrucción física y moral consecuencias de esta violencia a la dignidad histórica de su bisabuelo, abuelos y descendientes. También relató el terror físico, moral y psicológico que atravesó en su búsqueda de la verdad, además de sufrir violencia psicológica y vejaciones por haber sido detenida por la Policía Federal por defender a los pueblos indígenas, sus familiares, del racismo y la explotación. Su nombre fue calumniado en la prensa del estado. 
Eliane Potiguara  fue Consejera de la Fundación Palmares /Minc, y "fellow" de la organización internacional ASHOKA, líder del GRUMIN y miembro de Mujeres Escriben Mundo. Participó en 56 foros internacionales y más de 100 foros nacionales que culminaron en la Conferencia Mundial contra el Racismo en Sudáfrica en 2001 y otro foro sobre Pueblos Indígenas en París en 2004.
Integrante del Comité Consultivo del Proyecto Mujer: 500 años entre bastidores, que culminó en el Diccionario de la Mujer Brasileña.
Su buque insignia es la obra titulada Mitad rostro, mitad máscara que está en su tercera edición por GRUMIN Edições y aborda la cuestión indígena en Brasil. Half Face, Half Mask está en los Anales de la Exposición Científica. Estudiantes de maestría y doctorado estudian sus obras literarias, fue adoptado por el TCU (Tribunal de Contas da União) de Mato Grosso do Sul y el Departamento de Educación del DF está aplicando el libro Mitad Rostro, Mitad Máscara en las escuelas.

## Obras publicadas
- La tierra es la madre del indio (1989)[18]
- Akajutibiro: Terra do Índio Potiguara (1994)[19]
- Media cara, media máscara (2004)[18]
- Sol de pensamiento [Ebook] (2005)[20]

### Infantil y juvenil
- Coco que guardó la noche (2004)[18]
- El pájaro encantado (2014)[18]
- La Tierra Sanadora (2015)[18]

Editores:
- Revista GRUMIN (edición nacional e internacional)[21]
- Cuadernos de sensibilización
- Poemas-Carteles
- Video-Poemas